# 미세먼지
미세먼지(微細-, 영어: particulate matter, PM, suspended particulate matter, SPM, atmospheric aerosol particles, atmospheric particulate matter) 또는 분진(粉塵)은 눈에 보이지 않을 정도로 입자가 아주 작은 먼지이다. 아황산가스, 질소 산화물, 납, 이산화질소 오존, 일산화 탄소 등을 포함하는 대기오염 물질로 자동차, 공장, 조리 과정 등에서 발생하여 대기 중 장기간 떠다니는 입경(입자의 지름) 10μm 이하의 미세한 먼지이며, PM10이라고도 한다. 자연적·인위적 조건에서 모두 생겨날 수 있으며, 입자가 2.5μm 이하인 경우는 PM 2.5라고 쓰며 '초미세먼지' 또는 '극미세먼지' 라고도 부른다. 이러한 분진과 공기가 서로 뒤섞인 상태를 가리켜 에어로졸이라고 하며, 미세먼지 자체를 가리키는 용어로도 혼용된다. 미세먼지(fine particles)는 부유분진(Suspended particles), 입자상물질(Particulate matter) 등으로도 불리며 명칭에 따라 약간씩 다른 의미를 가지고 있다. 입자상물질은 지름이 100μm에서 10나노미터 정도이며, 이보다 지름이 크면 중력으로 인해 대기중 체류시간이 아주 짧다.

## 개요
인체에 큰 영향을 미치는 먼지이다. 1948년 미국 펜실베이니아주 도노라에서 20명이 사망한 대기오염사고, 1952년 약 4,100명의 사망자를 발생시킨 런던스모그는 미세먼지가 인체에 어떤 영향을 미치는지 보여 주는 대표적인 사례이다. 그 이후로 미세먼지가 인체에 미치는 영향에 대한 다양한 역학조사가 실시되었고, 특히 10μm 이하의 미세먼지 입자(PM10)가 취약집단의 질병발생률과 사망률을 높이는 등 인체에 해로운 영향을 미칠 가능성이 높다는 것이 밝혀졌다. 이후 각 국에서 대기오염대책이 마련되었으며, 미세먼지가 인체와 환경에 미치는 해로운 영향을 줄이기 위해 대기오염기준도 마련하였다. 미세먼지는 입자의 크기에 따라 50µm 이하인 총먼지(TSP, TOTAL SUSPENDED PARTICLES)와 입자 크기가 매우 작은 미세먼지로 구분한다. 미세먼지는 지름이 10µm 보다 작은 미세먼지(PM10)와 지름이 2.5µm보다 작은 미세먼지(PM2.5)로 나뉜다.
공기 속에 입자상물질(고체나 액체상태)이 부유하고 있는 상태를 일반적으로 에어로졸(Aerosol)이라 한다. 통상적으로 먼지라 말하고 있다.
- 먼지의 입도(粒度)범위는 0.001～1000μm이지만 70μm이상의 먼지는 발생 즉시 침강하므로 일반적으로 70μm 미만의 총먼지(TSP, Total Suspended Particle)라 한다.
- 0.1μm 이하의 먼지입경을 초범위(ultra range)라 하며, 대부분의 먼지는 0.1～10μm 사이에 분포하게 된다. 0.1～1μm 범위의 입자는 입경분포의 특성상 침강이나 응집이 쉽지 않기 때문에 대기 중에 체류시간이 길고 폐포(肺胞)에 침투가 가장 용이하다.
- 0.5μm 크기의 입자는 빛의 산란효과가 가장 커서 시정감소 등의 원인이 되기도 한다.

## 먼지들의 분류

### PM-10 (10μm 미만 입자)
입자의 크기가 10μm 미만인 먼지를 말한다. 국가에서 환경기준으로 연평균 50μg/m3 , 24시간 평균 100μg/m3를 기준으로 하고 있다. 인체의 폐포까지 침투하여 각종 호흡기 질환의 직접적인 원인이 되며, 인체의 면역 기능을 악화시킨다. 세계보건기구(WHO) 가이드라인으로는 연평균 20μg/m3, 24시간 평균 50μg/m3으로 설정되어있으며, 개발도상국의 경우 연평균 70μg/m3 정도라고 한다.

### PM-2.5 (2.5μm 미만 입자)
입자의 크기가 2.5μm 미만인 먼지를 말한다. 이것을 초미세먼지라고 한다.
입자의 크기가 작을수록 건강에 미치는 영향이 크다는 결과에 따라 선진국에서 미세입자에 대한 기준을 90년대 후반부터 도입하기 시작했다.
대한민국은 연평균 15μg/m3, 24시간 평균 35μg/m3의 기준을 발표하였으며, 미국은 연평균 15μg/m3, 24시간 평균 35μg/m3의 기준을 설정하였다. 세계보건기구(WHO) 가이드라인으로는 연평균 10μg/m3, 24시간 평균 25μg/m3으로 설정되어있다.

### TSP (Total suspended Particles, 총 부유 입자)
총부유분진 또는 총부유입자상 물질 또는 총입자상 물질이라고 하며, 통상적으로 50μm 이하의 모든 부유 먼지를 말한다. 입자의 크기가 10μm이상인 경우에는 도시미관에 영향을 미치긴 하지만 인체의 건강에는 영향이 적기 때문에 90년대 후반 TSP에서 PM-10으로 환경기준을 변경하였다.

## 발생 원인
미세먼지의 배출원인은 인위적인 발생과 자연적인 발생으로 구분된다. 인위적인 발생의 원인은 중국발 미세먼지, 공장에서 나오는 매연, 쓰레기소각, 항만지역, 가정에서 생선이나 그 외의 것을 구울 때 등이 있다. 자연발생 원인은 모래바람의 먼지, 화산재, 산불이 일 때 발생하는 먼지 등이다. 해염입자 또한 바다 가까이에 위치한 지역에는 많은 영향을 미친다.

### 발생 국가
중국과 한국

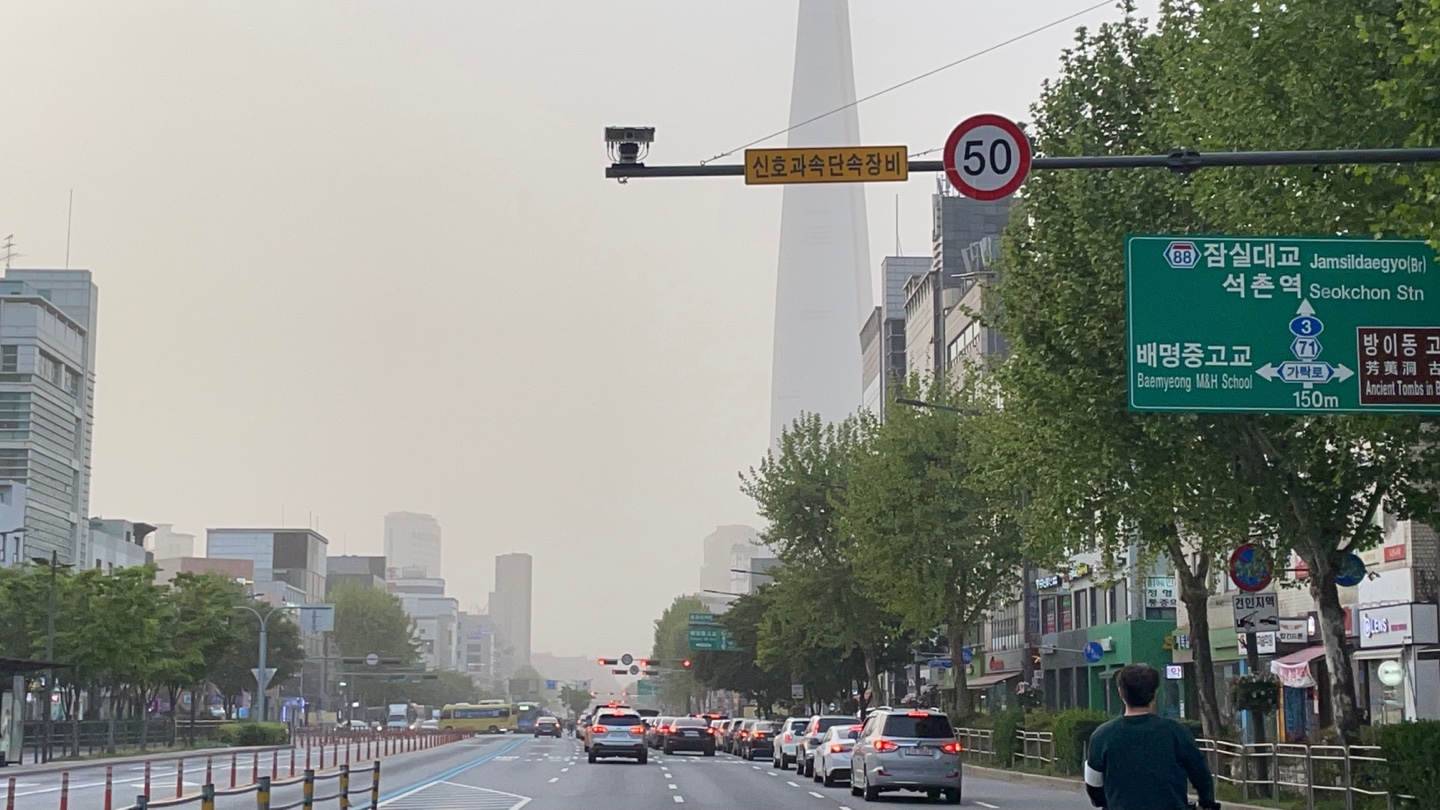
미세먼지가 가득한 서울특별시 송파구의 모습

중국의 경우 세계에서 화석 연료를 가장 많이 소비시키는 나라로 손을 꼽히고 있으며 베이징시, 톈진시, 칭다오시 등과 같은 동부 지역과 고비 사막과 인접해 있는 곳도 역시 미세먼지의 주범이 되는 등 아시아 최대 미세먼지 발생 원인 제공국으로 손을 꼽히고 있다. 다만 미세먼지는 주로 건기인 겨울에 가장 많이 발생시켜서 한반도는 북한 전 지역과 대한민국의 새만금 이북 지역 중 양간지풍에 영향을 받는 강원특별자치도의 영동 지방과 경상북도 북부 동해안, 울릉도, 독도를 제외한 중부 전 지역과 남부 일부 지역에만 심하게 발생된다. 다만 북한의 경우 함경북도, 라선특별시, 함경남도 동북부 일부 지역 등 베이징과 많이 떨어진 지역은 덜 받는 곳으로 손을 꼽힌다.
일본
일본의 경우 드물게도 미세먼지가 규슈, 이키섬, 쓰시마섬 등지에서도 간헐적으로 발생되는 경우도 있는 것으로 보인다.
러시아
러시아는 대체적으로 미세먼지 발생량이 적게 나오지만 지역에 따라 편차가 다르다. 그러나 연해주 지역의 경우, 동풍을 타고 미세먼지가 유입되는 일은 한반도와 달리 덜 받는 것으로 보인다.

## 미세먼지 구성 성분
미세먼지의 구성 성분은 질산염과 황산염 등이 58.3%, 탄소류와 검댕 16.8%, 광물 6.3%, 기타 18.6%로 이루어져있다. 집먼지 같은 경우에는 99%가 인분이다.

## 질병

### 노인사망률 증가
2009년 국립환경과학원과 인하대 연구팀의 미세먼지와 사망률 연구 결과, 서울에서 미세먼지(PM10) 농도가 m3당 10μg(100만분의 1g) 증가할 때마다 65살 이상 노인 등 대기오염에 민감한 집단의 사망률은 0.4%씩 증가하는 것으로 파악했다. 초미세먼지(PM2.5)의 영향은 더 커서 10μg/m3 증가할 때마다 민감집단의 사망률은 1.1% 늘어나는 것으로 추정했다.

### 임산부와 태아
이화여대 의대 하은희 교수팀의 연구 결과 미세먼지 농도가 10μg/m3 올라가면 저체중아 출산 위험이 5.2%에서 7.4%까지 높아지고, 임신 4~9개월 사이의 사산 위험도 8.0~13.8%까지 올라가는 것으로 조사됐다.
2009년 양산부산대병원 산업의학 전문의, 대기과학 및 지리정보시스템 전문가들이 공동으로 연구를 진행한 결과, 미세먼지(PM10, 직경이 10μm 이하의 먼지) 농도가 저체중아 출산 및 사산, 기형아 발생과 밀접한 관계가 있는 것으로 조사됐다.
국경없는의사회(MSF)의 1998년 조사 결과 투르크메니스탄의 아랄해 인접지역은 먼지 퇴적률이 아주 높았으며 살충제의 오염도 심한 것으로 나왔다. 2000~2001년 카라칼파크 지역의 먼지와 호흡기 질환의 상관관계 조사에서는 건강에 위협적인 미세먼지가 전체 먼지 가운데 14~53%에 이르는 것으로 나타났으며, 이 지역 어린이들의 폐활량 등 폐기능이 유럽 어린이에 비해 현저히 낮은 것으로 나타났다.
미국의 한 대학병원이 아동 천7백 명을 조사한 연구를 보면, 미세먼지 농도가 짙은 지역에서 태어난 아이들은 그렇지 않은 지역에서 태어난 아이들보다 폐활량이 정상의 80%에 못 미치는 '폐 기능장애'를 겪을 가능성이 커지는 것으로 조사됐다. 이런 사실 때문에 전문가들은 미세먼지를 '조용한 살인자'라고 부른다.

### 천식
사람의 폐포까지 깊숙하게 침투해 기관지와 폐에 쌓인 미세먼지는 각종 호흡기 질환의 직접 원인이 되며 몸의 면역 기능을 떨어뜨린다. 천식과 호흡곤란을 일으키며 장거리 이동으로 비 또는 눈속의 중금속 농도를 증가시키기도 한다. 또한 대기 중에 부유하면서 빛을 흡수, 산란시키기 때문에 시야를 악화시키기도 하고, 식물의 잎 표면에 쌓여 광합성 동화작용, 호흡작용과 증산작용 등을 저해하여 식물 성장에도 나쁜 영향을 미친다. 또한 여성의 사망원인중 88%가 조리 과정에서 발생한 미세먼지에 의한 사망이라고 한다.
한국환경정책평가연구원 조승헌 박사팀의 연구결과에 따르면, 미세먼지를 10∼30% 감축하면 수도권의 관련 질환 사망자 수가 해마다 40∼120명 줄어들고 심장 및 호흡기 질환 건수는 연간 2800∼8300건 줄일 수 있는 것으로 전망했다. 또 심장 및 호흡기계통 질환과 관련된 의료비용 등을 토대로 미세먼지 감축으로 인한 이익을 계산한 결과 연간 80억∼1200억원에 이르는 것으로 풀이했다.

### 두통
무연탄을 태울 때 나오는 신경계 독성물질인 납이나 비소, 아연 등 유해 중금속 농도가 높은 미세먼지를 마시면 멀쩡하던 사람도 기침하게 되고 목이 아프고, 피부 트러블을 일으키기도 한다. 머리가 굉장히 아프거나 어지러움, 호흡곤란 등이 생긴다.

대부분의 미세먼지가 치명적이지만 그중에서도 황산이온이나 질산이온 등은 황사 속 먼지와 흡착되면서 산화물로 변해 호흡과 함께 폐로 들어가게 된다. 이 물질이 폐로 들어가면 염증을 일으키는데, 기관지염이나 천식, 만성폐쇄성폐질환(COPD)이 대표적이다. 이런 물질들은 백혈구를 자극해 혈관벽에도 염증을 일으킬 수 있다. 이렇게 되면 전형적인 혈관질환인 동맥경화, 뇌경색, 심근경색 등을 유발할 수 있다.

### 아토피
모공보다 더 작은 초미세먼지는 모공으로 침투해 아토피 등 피부염의 원인이 되기 때문에 여드름이 있거나 아토피가 있는 사람들 역시 황사가 온다는 예보에는 야외활동을 자제하는 것이 좋다.

### 인슐린 저항성
대기오염 미세먼지의 주성분인 노년여성의 인슐린 저항성을 높인다는 연구 결과가 나왔다. 인슐린 저항성(IR)은 혈당을 낮추는 인슐린의 기 혈당을 효과적으로 사용하지 못해 대사증후군은 물론 심장병·당뇨병 등까지 초래할 수 있다.

## 예방과 대책
- 사전에 미세먼지 농도를 확인한 후, 농도에 따라 활동범위를 정한다.
- 어린이, 노인, 폐질환 및 심장질환자 등 민감군은 실외 활동을 제한하고 그렇지 않은 사람들은 장시간 또는 무리한 실외 활동을 줄인다.
- 미세먼지로부터 보호할 수 있는 가장 간단하고 보편적인 방법은 미세먼지 차단 마스크를 착용하는 것이다. 미세먼지 차단 성능이 있는 마스크는 제품 포장에 '의약외품'이라는 문자와 KF80, KF94, KF99 등이 표시되어 있다. KF80, KF94, KF99는 입자차단 성능을 나타내는데 KF80은 평균 0.6μm 크기의 미세입자를 80퍼센트 이상 걸러낼 수 있으며, KF94, KF99는 0.4μm 크기의 미세입자를 94퍼센트, 99퍼센트 이상 각각 걸러낼 수 있다.
- 전 지구적인 문제이므로 각 나라의 수장들이 모여 정책을 마련할 필요가 있다.

## 잘못된 생각
미세먼지가 시골에는 없다고 생각하는 사람도 많은데 시골에는 도시하고 똑같다. 흙먼지 쓰레기 소각하면서 나오는 먼지포함해서 많다.

## 같이 보기
- 먼지
- 대기질 지수
- 석유코크(페트코크)
- 마스크 - 착용 필요한 도구.